# Лайл, Холли
Холли Лайл (англ. Holly Lisle; род. в октябре 1960, Сейлем, штат Огайо) — американская писательница в жанрах фэнтези, научной фантастики и мистических любовных историй. Она также известна благодаря своим пособиям по обучению писательскому делу, таким, как электронная книга Mugging the Muse: Writing Fiction for Love And Money. На русский язык переведен только цикл «Тайные тексты».

### Серия «Arhel»
- 1992 Fire in the Mist (премия Compton Crook Award за лучшую дебютную книгу)
- 1993 Bones of the Past
- 1995 Mind of the Magic

### Серия «Glenraven»
В соавторстве с Мэрион Зиммер Брэдли
- 1996 Glenraven
- 1998 In the Rift — Glenraven II

### Серия «Devil’s Point»
- 1996 Sympathy for the Devil
- 1996 The Devil and Dan Cooley (в соавторстве с Walter Spence)
- 1997 Hell on High (в соавторстве с Ted Nolan)

### Серия «Bard’s Tale»
- 1996 Thunder of the Captains (в соавторстве с Aaron Allston)
- 1997 Wrath of the Princes (в соавторстве с Aaron Allston)
- 1998 Curse of the Black Heron

### Серия «Тайные Тексты / The Secret Texts»
- 1998 Дипломатия Волков / Diplomacy of Wolves
- 1999 Месть Драконов / Vengeance of Dragons
- 2000 Отвага Соколов / Courage of Falcons
- 2002 Подстрекатель / Vincalis the Agitator  (приквел к остальным книгам трилогии)

### Серия «World Gates»
- 2002 Memory of Fire
- 2003 The Wreck of Heaven
- 2004 Gods Old and Dark

### Серия «Korre»
- 2005 Talyn
- 2008 Hawkspar

### Другие произведения
- 1992 When the Bough Breaks (в соавторстве с Mercedes Lackey)
- 1993 Minerva Wakes
- 1994 The Rose Sea (в соавторстве с С. М. Стирлинг)
- 1995 Mall, Mayhem and Magic (в соавторстве с Chris Guin)
- 1997 Hunting the Corrigan’s Blood (научная фантастика)
- 2004 Midnight Rain (мистическая любовная история)
- 2005 Last Girl Dancing (мистическая любовная история)
- 2006 I See You (мистическая любовная история)
- 2007 Night Echoes (мистическая любовная история)
- 2008 The Ruby Key (Book One of Moon and Sun) (Young Adult Fantasy)

### Книги для писателей
- 2000 Mugging the Muse: Writing Fiction for Love and Money (non-fiction)
- 2006 Create a Character Clinic (non-fiction)
- 2006 Create a Language Clinic (non-fiction)
- 2006 Create a Culture Clinic (non-fiction)
- 2007 Create a Plot Clinic (non-fiction)